# Cixius clitellus
Cixius clitellus är en insektsart som beskrevs av Ball 1937. Cixius clitellus ingår i släktet Cixius och familjen kilstritar. Inga underarter finns listade i Catalogue of Life.